# 秋田セントラルガス
秋田セントラルガス株式会社（あきたセントラルガス）は、かつて存在した日本の企業。秋田県秋田市に本社を置き、プロパンガスを主力とするエネルギー販売を行っていた。セントラル石油瓦斯グループの一員であった。
秋田県では秋田市、由利本荘市に営業所を展開していた。
シンボルマークは緑地の家の真ん中にハートマークがあり右手に「暮らしの真ん中にいつも。セントラルガス」となっていた。

## 沿革
- 1988年 - セントラル石油瓦斯秋田営業所が発足。
- 2000年 - セントラル石油瓦斯の地域密着型総合施策に基づきセントラル石油瓦斯株式会社秋田営業所を分社化して秋田セントラルガス株式会社として発足。
- 2003年 - ISO 14001を認証取得。
- 2005年 - 本荘営業所を開設。
- 2006年 - セントラル石油瓦斯が(旧)秋田プロパン販売株式会社を買収。
- 2007年 - 秋田セントラルガスと(旧)秋田プロパン販売が合併して顧客数9500戸、(新)秋田プロパン販売株式会社として発足する。旧秋田プロパンの大館営業所、大曲営業所、秋田北営業所を継承し5営業所体制となる。
- 2008年 - 秋田セントラルガス株式会社に商号を変更。
- 2020年4月1日 - イワタニ東北株式会社に吸収合併され解散。イワタニ東北はイワタニセントラル東北株式会社に改称。
  - 旧本社→秋田支店[2]秋田南営業所
  - 旧本荘営業所→秋田支店本荘営業所

## 関連会社
- セントラル石油瓦斯株式会社
- 北海道セントラルガス株式会社
- 福島セントラルガス株式会社
- 富山セントラルガス株式会社
- 中央セントラルガス株式会社
- 長島セントラルガス株式会社
- 株式会社セントラルガスセンター